# 오준헌
오준헌은 대한민국에서 태어났고, 현재 미국 2K_Sports에서 모션 캡처 에디터로 재직중이며, CG랜드 칼럼니스트 및 작가이기도 하다.
홍익대학교에서 미술학사 과정(동양화 전공, 예술학 부전공)을 마친 후 샌프란시스코 소재 아카데미 오브 아트 유니버시티(Academy of art University)의 컴퓨터 아트 대학원에서 3D 애니메이션 과정을 졸업했다. 애니메이션 분야의 다양한 경험과 지식을 토대로 여러 매체에 활발하게 기고하고 있다.저서로는 《드림메이커 세계의 애니메이션을 사로잡은 12인의 아티스트 이야기》(시공사, 2008년 1월)이 있다.

## 작품

### 애니메이션
- 신기한 동물농장BarnYard (2006년) – 클린업 애니메이터

### 게임
- NHL 2k7,2k8,2k9 (2006년 - 현재) – 애니메이터(모션캡처 편집)
- MLB 2k8,2k9 (2006년 - 현재) – 애니메이터 (모션캡처 편집)

### 저서
- 저서 《드림메이커 세계의 애니메이션을 사로잡은 12인의 아티스트 이야기》(시공사, 2008년 1월)

### 초단편 애니메이션
- Run Light (2005년) – 디렉터, 프로듀서, 스토리보드, 애니메이터 (https://www.imdb.com/title/tt0816637/)
- SpaceCraft #008 (2007년) – 프로듀서 (https://www.imdb.com/title/tt0884202/)